# Rajd Bułgarii 2001
Rajd Bułgarii 2001 (32. Rally Bulgaria - Albena) – 32. edycja rajdu samochodowego Rajd Bułgarii rozgrywanego w Bułgarii. Rozgrywany był od 18 do 21 maja 2001 roku. Była to czternasta runda Rajdowych Mistrzostw Europy w roku 2001 (rajd miał najwyższy współczynnik – 20) oraz pierwsza runda Rajdowych Mistrzostw Bułgarii. Składał się z 28 odcinków specjalnych.

## Klasyfikacja rajdu
| Miejsce                          | Kierowca                     | Pilot                        | Samochód                     | Czas                         | Strata                       |                              |
| Klasyfikacja generalna i ERC     | Klasyfikacja generalna i ERC | Klasyfikacja generalna i ERC | Klasyfikacja generalna i ERC | Klasyfikacja generalna i ERC | Klasyfikacja generalna i ERC | Klasyfikacja generalna i ERC |
| -------------------------------- | ---------------------------- | ---------------------------- | ---------------------------- | ---------------------------- | ---------------------------- | ---------------------------- |
| 1.                               | Armin Kremer                 | Fred Berssen                 | Toyota Corolla WRC           | 2:31:21.5                    | 0.0                          |                              |
| 2.                               | Aleksandr Potapov            | Ilona Nakutis                | Subaru Impreza WRC S5 '99    | 2:32:13.6                    | +52.1                        |                              |
| 3.                               | Enrico Bertone               | Elisabetta Cavenaghi         | Peugeot 306 Maxi             | 2:33:38.1                    | +2:16.6                      |                              |
| 4.                               | Dimityr Iliew                | Petar Sivov                  | Seat Cordoba WRC Evo2        | 2:36:29.3                    | +5:07.8                      |                              |
| 5.                               | Jasen Popov                  | Dilian Popov                 | Hyundai Accent WRC           | 2:41:20.7                    | +9:59.2                      |                              |
| 6.                               | Tihomir Zlatkov              | Konstantza Tomova            | Ford Escort RS Cosworth      | 2:42:42.2                    | +11:20.7                     |                              |
| 7.                               | Krum Donchev                 | Rumen Manolov                | Peugeot 306 Kit Car          | 2:43:35.3                    | +12:13.8                     |                              |
| 8.                               | Ivan Marinov                 | Stefan Cholakov              | Mitsubishi Lancer Evo VI     | 2:47:55.5                    | +16:34.0                     |                              |
| 9.                               | Stoyan Apostolov             | Pavlina Apostolova           | Honda Civic                  | 2:59:18.2                    | +27:56.7                     |                              |
| 10.                              | Nikolai Kotlarov             | Svetoslav Dyulgerov          | Lada VAZ 21074               | 3:06:31.0                    | +35:09.5                     |                              |
| Klasyfikacja mistrzostw Bułgarii |                              |                              |                              |                              |                              |                              |
| 1.                               | Dimityr Iliew                | Petar Sivov                  | Seat Cordoba WRC Evo2        | 2:36:29.3                    | 0.00                         |                              |
| 2.                               | Jasen Popov                  | Dilian Popov                 | Hyundai Accent WRC           | 2:41:20.7                    | +4:51.4                      |                              |
| 3.                               | Tihomir Zlatkov              | Konstantza Tomova            | Ford Escort RS Cosworth      | 2:42:42.2                    | +6:12.9                      |                              |
| 4.                               | Krum Donchev                 | Rumen Manolov                | Peugeot 306 Kit Car          | 2:43:35.3                    | +7:06.0                      |                              |
| 5.                               | Ivan Marinov                 | Stefan Cholakov              | Mitsubishi Lancer Evo VI     | 2:47:55.5                    | +11:26.2                     |                              |
| 6.                               | Stoyan Apostolov             | Pavlina Apostolova           | Honda Civic                  | 2:59:18.2                    | +22:48.9                     |                              |
| 7.                               | Nikolai Kotlarov             | Svetoslav Dyulgerov          | Lada VAZ 21074               | 3:06:31.0                    | +30:01.7                     |                              |